# Coréens en Ukraine
 (octobre 2024).
La mise en forme du texte ne suit pas les recommandations de Wikipédia : il faut le « wikifier ».
Les points d'amélioration suivants sont les cas les plus fréquents. Le détail des points à revoir est peut-être précisé sur la page de discussion.
- Les titres sont pré-formatés par le logiciel. Ils ne sont ni en capitales, ni en gras.
- Le texte ne doit pas être écrit en capitales (les noms de famille non plus), ni en gras, ni en italique, ni en « petit »…
- Le gras n'est utilisé que pour surligner le titre de l'article dans l'introduction, une seule fois.
- L'italique est rarement utilisé : mots en langue étrangère, titres d'œuvres, noms de bateaux, etc.
- Les citations ne sont pas en italique mais en corps de texte normal. Elles sont entourées par des guillemets français : « et ».
- Les listes à puces sont à éviter, des paragraphes rédigés étant largement préférés. Les tableaux sont à réserver à la présentation de données structurées (résultats, etc.).
- Les appels de note de bas de page (petits chiffres en exposant, introduits par l'outil «  Source ») sont à placer entre la fin de phrase et le point final[comme ça].
- Les liens internes (vers d'autres articles de Wikipédia) sont à choisir avec parcimonie. Créez des liens vers des articles approfondissant le sujet. Les termes génériques sans rapport avec le sujet sont à éviter, ainsi que les répétitions de liens vers un même terme.
- Les liens externes sont à placer uniquement dans une section « Liens externes », à la fin de l'article. Ces liens sont à choisir avec parcimonie suivant les règles définies. Si un lien sert de source à l'article, son insertion dans le texte est à faire par les notes de bas de page.
- La présentation des références doit suivre les conventions bibliographiques. Il est recommandé d'utiliser les modèles {{Ouvrage}}, {{Chapitre}}, {{Article}}, {{Lien web}} et/ou {{Bibliographie}}. Le mode d'édition visuel peut mettre en forme automatiquement les références.
- Insérer une infobox (cadre d'informations à droite) n'est pas obligatoire pour parachever la mise en page.

Pour une aide détaillée, merci de consulter Aide:Wikification.
Si vous pensez que ces points ont été résolus, vous pouvez retirer ce bandeau et améliorer la mise en forme d'un autre article.
Une population d'origine coréenne ou de nationalité coréenne est présente en Ukraine. Parmi eux, un groupe important est constitué par les Koryo-saram : ces personnes sont d'origine ethnique coréenne et sont arrivées en Union soviétique avant et pendant la période coloniale japonaise. Elles se sont dispersées dans toute la région[Laquelle ?], en particulier après leur migration forcée en 1937. Un autre groupe est représenté, les Coréens de Sakhaline, qui vivaient sur l'île de Sakhaline et sont souvent considérés comme culturellement distincts des autres Koryo-saram. Il y a également des expatriés sud-coréens en Ukraine.
Le nombre exact de Coréens vivant en Ukraine n'est pas connu ; les estimations varient entre 10 000 et plus de 40 000. Un rapport du ministère sud-coréen des Affaires étrangères (MOFA) datant de 2021 donne un nombre de 13 524. Cependant, une autre page du site Web du MOFA en 2023 donne elle une estimation approximative d'environ 30 000 Koryo-saram en Ukraine. En 2020, 612 ressortissants sud-coréens vivaient en Ukraine.

## Histoire
Les Koryo-saram sont installés en Ukraine depuis au moins 1922. En 1926, 103 Coréens vivaient en Ukraine. Le nombre a progressivement augmenté, atteignant 1 341 en 1959, 4 480 en 1970, 8 669 en 1989 et 12 711 en 2001,.
Les Koryo-saram commencent à se déplacer en nombre important vers l'Ukraine vers 1967, lorsque les restrictions sur les déplacements internes à l'Union soviétique ont été assouplies à la suite du dégel de Khrouchtchev. Ils se déplacent entre les différentes républiques soviétiques. Initialement, ils rejoignent les régions du sud, principalement comme travailleurs agricoles saisonniers.
Après l’établissement de relations diplomatiques entre la Corée du Sud et l’Ukraine en 1992, certains Coréens d’Ukraine émigrent en Corée du Sud pour travailler. Depuis lors, certains sont retournés en Ukraine, tandis que d’autres font des allers-retours entre les deux pays. En 2019, une part importante des Coréens se livrent à cette pratique, une personne interrogée estimant qu'une à deux personnes dans chaque famille ukrainienne coréenne se sont rendues en Corée du Sud pour travailler. Les visas de travail pour les travailleurs coréens de retour au pays sont faciles à obtenir, ce qui contribuerait à ce phénomène.
En 1995, Kan Den Sik, un Coréen de deuxième génération dont les parents étaient des Coréens de Sakhaline, met en place une division coréenne à l'Institut polytechnique de Kiev. En 2017, cette division devient un département à part entière de philologie coréenne. En 2010, Kan fonde le Centre culturel coréen  et en est devenu le président.
La guerre russo-ukrainienne de 2014 à aujourd’hui a provoqué plusieurs changements importants pour les Coréens en Ukraine. À la suite du référendum de 2014 sur le statut de la Crimée, environ 3 000 résidents coréens vivant en Crimée sont devenus citoyens russes. Pendant les combats, de nombreuses personnes ont fui temporairement vers la Corée du Sud pour trouver refuge.

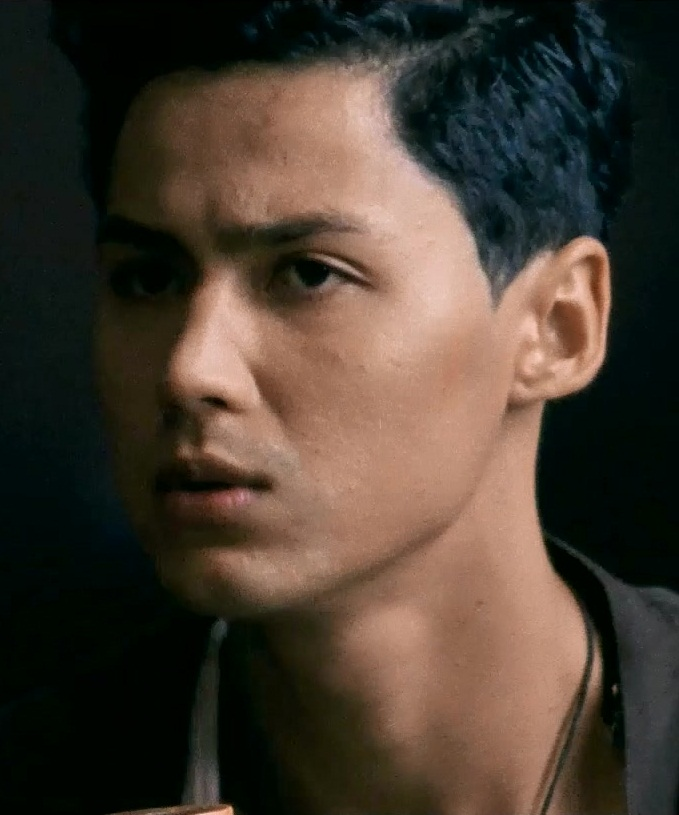
Pavlo Li, un Koryo-saram ukrainien, a été tué lors de la bataille d'Irpin le 6 mars 2022.

L’invasion russe de l’Ukraine en 2022 a particulièrement provoqué une instabilité importante. Une enquête menée en Corée du Sud a révélé que 42,8 % des Ukrainiens coréens avaient un membre de leur famille décédé pendant la guerre. Une personne interrogée en Corée du Sud a mentionné qu'ils connaissaient de nombreux enfants d'origine coréenne qui sont morts dans le conflit.
Certains ont fui une deuxième fois vers la Corée du Sud, une partie envisageant d’y rester en raison de l’instabilité en Ukraine. Le gouvernement sud-coréen a délivré un des visas G-1 de court séjour de 90 jours pour les réfugiés d'origine coréenne. Ces visas doivent être renouvelés tous les six mois. En novembre 2022, il a été signalé que des centaines de personnes attendaient l'approbation de se réfugier en Corée du Sud. Cependant, les réfugiés devaient initialement payer des frais pour demander leur séjour en Corée du Sud, mais cette exigence a été levée le 26 mars 2023.
En décembre 2022, il a été signalé que 3 438 des 5 205 Ukrainiens vivant en Corée du Sud étaient d'origine coréenne. En mars 2023, il a été signalé que 1 200 réfugiés ukrainiens Koryo-saram étaient entrés en Corée du Sud depuis le début de la guerre. Beaucoup se sont regroupés dans les communautés Koryo-saram du village de Ttaetgol et du village de Gwangju Koryoin,. Les hommes n'ayant pas le droit de quitter le pays, il s'agirait essentiellement de femmes et d'enfants. Une controverse a été suscitée en 2023 par le rejet d'une demande de renouvellement de visa. La famille était restée apatride après l'effondrement de l'Union soviétique en 1991 et ne disposait pas de documents prouvant son identité au-delà d'un certificat de naissance.
Les Sud-Coréens se sont portés volontaires pour aider les réfugiés et ont donné des centaines de milliers de dollars pour couvrir leurs dépenses,,. Il a été signalé qu'en novembre 2022, les fonds s'épuisaient, bien que de nouveaux efforts de collecte de fonds soient en cours. Les réfugiés ont également dû faire face à un certain nombre d’autres défis, notamment des problèmes liés au renouvellement des visas, aux barrières linguistiques et à la recherche d’emploi,,. Le traumatisme créé par le conflit a également créé des problèmes. Les militants sud-coréens ont fait pression pour que davantage de visas de travail F-4 (normalement destinés aux rapatriés d'origine coréenne) soient délivrés aux réfugiés. Les écoles pour les enfants réfugiés ont été organisées et dirigées par des bénévoles.
Un certain nombre de Sud-Coréens ont servi comme combattants étrangers dans la guerre russo-ukrainienne, bien que le gouvernement sud-coréen leur en interdise officiellement le droit. En 2023, les peines prévues pour les contrevenants pouvaient aller jusqu'à un an de prison et une amende maximale de 10 millions de wons (7 500 dollars américains). En 2023, quatre combattants avaient été reconnus coupables d'avoir servi en Ukraine. L'un de ces combattants, l'ancien Navy SEAL sud-coréen Rhee Keun (également appelé Ken Rhee), a été arrêté immédiatement après son séjour de trois mois en Ukraine et son retour. Il a pleinement coopéré à l’enquête qui a suivi, et a finalement été reconnu coupable et condamné à une peine de prison avec sursis. Rhee s'est excusé d'avoir enfreint la loi, mais n'a exprimé aucun remords pour s'être porté volontaire. Il aurait reçu une offre de citoyenneté ukrainienne et de terres de la part du gouvernement ukrainien, mais il a décliné l'offre.

## Culture

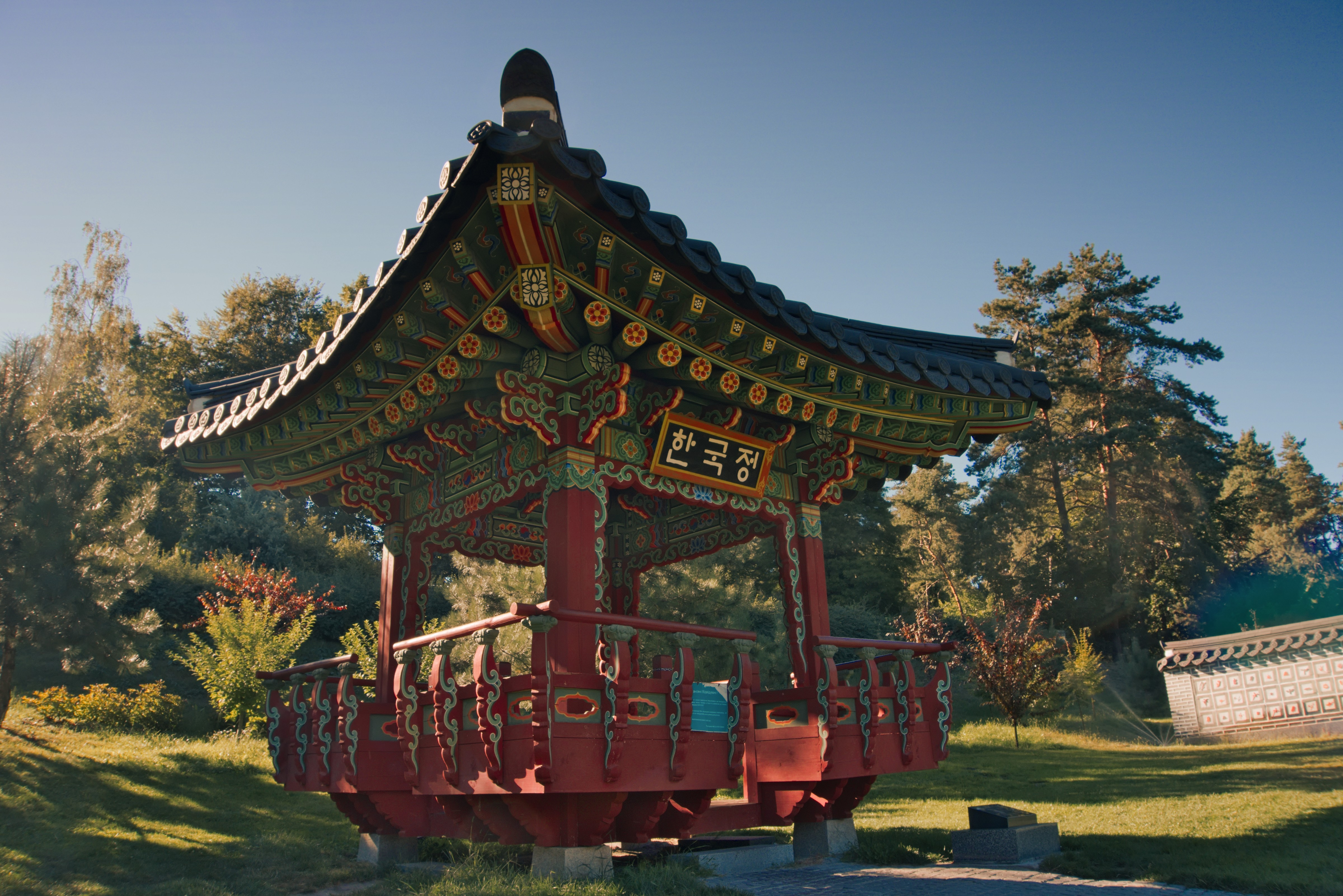
Un jardin de style coréen, avec un pavillon coréen, à Kiev (2018).

Comme beaucoup d'entre eux sont resté éloignés de la péninsule coréenne depuis plusieurs générations, et que leurs ancêtres ont été découragés de parler coréen par le gouvernement soviétique, une majorité significative de Coréens en Ukraine ne parlent pas coréen. Ces dernières années, de nombreuses écoles de langue coréenne se sont développées, avec des écoles présentes à Kiev, Kharkiv, Odessa et ailleurs. Des cours de niveau professionnel dans cette langue sont proposés par l'Université de linguistique de Kyiv. L'Université nationale Taras-Chevtchenko de Kiev a également proposé des cours de coréen vers 2019.
Un festival annuel appelé Koreada a lieu dans différentes villes d'Ukraine depuis 1995. La première édition s'est tenue à Kiev, puis en 2019 à Kryvyï Rih, où se trouvait la plus forte concentration de résidents coréens des régions de Podniprovia et de Zaporijjia. Le festival célèbre la culture coréenne. Il existe un groupe coréen traditionnel associé au festival appelé Toradi. Le groupe s'est produit au festival chaque année et s'est rendu en Corée du Sud pour élargir son répertoire. L'accueil réservé à la culture coréenne en Ukraine semble avoir été positif.
Le gouvernement sud-coréen finance et supporte de nombreuses activités et organisations culturelles coréennes en Ukraine. Cela inclut l'Association des Coréens d'Ukraine, gérée par des bénévoles, dont Kan était également le dirigeant as of 2019. En 2017, une exposition a été organisée en Corée du Sud, montrant des photographies de la vie quotidienne des Ukrainiens coréens.
Les Coréens d'Ukraine partagent la culture de la cuisine Koryo-saram, y compris le plat d'accompagnement de base du morkovcha (une variante du kimchi à base de carottes). La cuisine ukrainienne est également largement consommée.

## Des personnalités remarquables

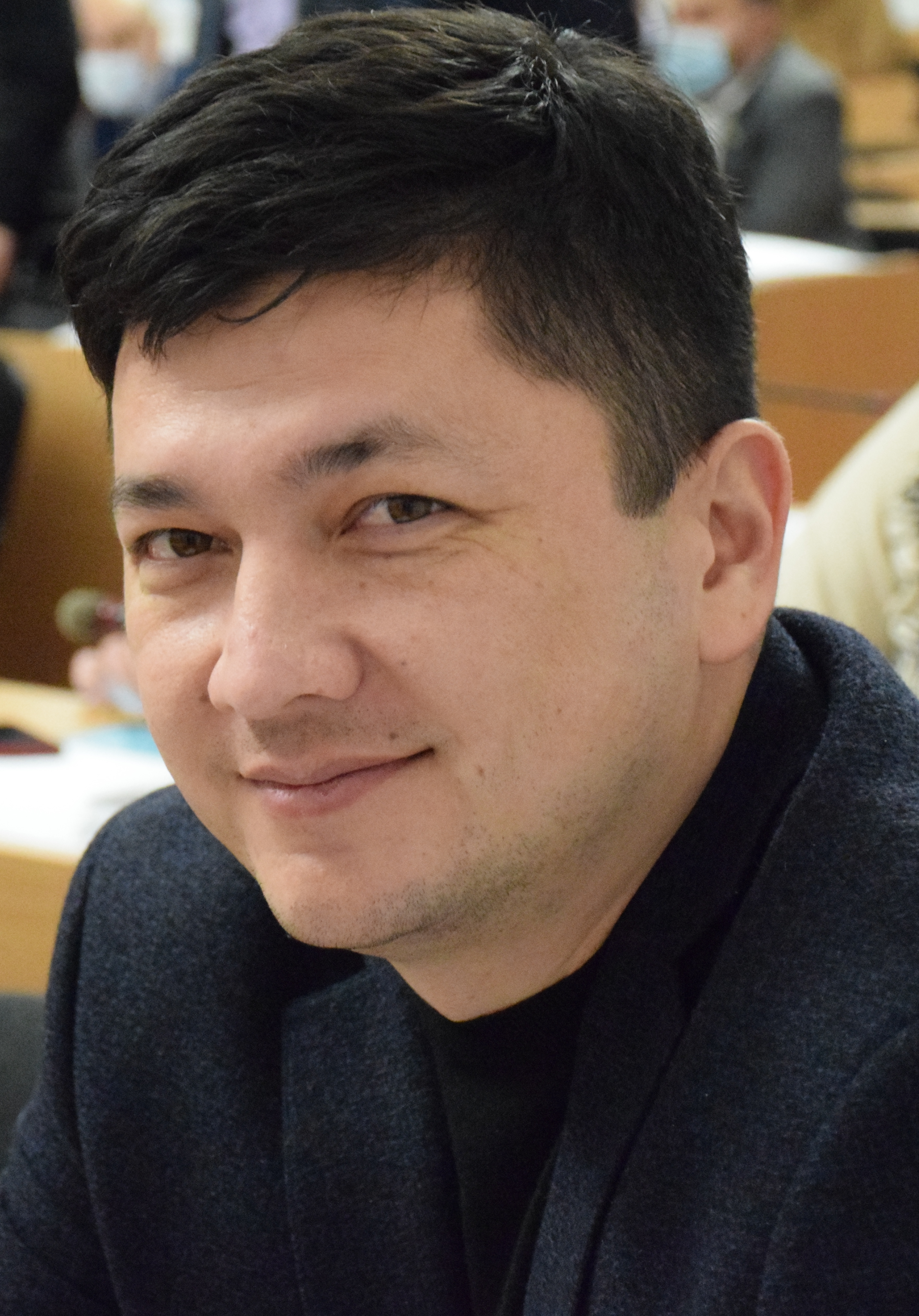
Vitaliy Kim, gouverneur d'origine coréenne de l'oblast de Mykolaïv (2020).

Alexandre Sin a été maire de Zaporizhzhia de 2010 à 2015. Vitaliy Kim est gouverneur de l'oblast de Mykolaïv depuis le 25 novembre 2022.

## External links
- [vidéo] « 전쟁에서 탈출한 고려인들의 한국 정착이야기 EP4 », sur YouTube – documentary about Koryo-saram who fled Ukraine after the 2022 invasion (in Korean)
- [vidéo] « 우크라이나 고려인 동포 이야기(휴먼다큐 나눔 63화 / 22.12.31방송) », sur YouTube – a documentary about a Korean Ukrainian family in the Gwangju Koryoin Family in South Korea (in Korean)